# Thanjavur
Thanjavur (en tamil: தஞ்சாவூர் ) es una localidad de la India capital del distrito de Thanjavur, estado de Tamil Nadu.

## Geografía
Se encuentra a una altitud de 60 m s. n. m. a 342 km de la capital estatal, Chennai, en la zona horaria UTC +5:30.

## Historía
Thanjavur fue la capital del Dinastía Chola haste 1025 CE.

## Demografía
Según una estimación del 2010, contaba con una población de 221 877 habitantes.
En esta ciudad vivió el compositor de música carnática Sri Narayana Tirtha (1650-1745).